# Saison 2020-2021 du Football Club de Grenoble rugby
Cette page présente la saison 2020-2021 du Football club de Grenoble rugby en Pro D2.

## Transferts

### Effectif 2020-2021
| Nom                 | Poste                  | Naissance         | Nationalité sportive | Sélections | Dernier club                  | Arrivée au club |
| ------------------- | ---------------------- | ----------------- | -------------------- | ---------- | ----------------------------- | --------------- |
| Anthony Alvès       | Pilier                 | 23 juin 1989      | Portugal             |            | Stade Aurillacois             | 2019            |
| Eli Eglaine         | Pilier                 | 15 septembre 2000 | France               | -          | Formé au club                 | 2020            |
| Zack Gauthier       | Pilier                 | 31 janvier 2000   | France               | -          | Formé au club                 | 2020            |
| Nika Gvaladze       | Pilier                 | 2 février 1999    | Géorgie              | -          | Formé au club                 | 2019            |
| Dylan Jacquot       | Pilier                 | 6 février 1995    | France               | -          | Formé au club                 | 2014            |
| Ilia Kaikatsishvili | Pilier                 | 2 septembre 1993  | Géorgie              | -          | USO Nevers                    | 2020            |
| Régis Montagne      | Pilier                 | 30 septembre 2000 | France               | -          | Formé au club                 | 2019            |
| Nika Neparidze      | Pilier                 | 18 février 1996   | Géorgie              | -          | RC Vannes                     | 2020            |
| Jérôme Rey          | Pilier                 | 19 mai 1995       | France               | -          | SO Chambery                   | 2019            |
| Michaël Simutoga    | Pilier                 | 26 septembre 1996 | France               | -          | ASM Clermont                  | 2019            |
| Laurent Bouchet     | Talonneur              | 23 août 1988      | France               | -          | Formé au club Section paloise | 2019            |
| Jean-Charles Orioli | Talonneur              | 9 août 1989       | France               | -          | Stade rochelais               | 2020            |
| Lilian Rossi        | Talonneur              | 1er mai 1998      | France               | -          | Formé au club                 | 2018            |
| Mathis Saragallet   | Talonneur              | 6 juillet 2000    | France               | -          | Formé au club                 | 2020            |
| William Demotte     | Deuxième ligne         | 22 mai 1991       | France               |            | Stade rochelais               | 2019            |
| Leva Fifita         | Deuxième ligne         | 29 juillet 1989   | Tonga                |            | Waikato RU                    | 2017            |
| Pierre Gayraud      | Deuxième ligne         | 27 avril 1992     | France               | -          | Stade toulousain              | 2019            |
| José Madeira        | Deuxième ligne         | 19 mars 2001      | Portugal             |            | CF Os Belenenses              | 2020            |
| Andreï Ostreïkov    | Deuxième ligne         | 2 juillet 1987    | Russie               |            | Sale Sharks                   | 2019            |
| Lilian Rousset      | Deuxième ligne         | 3 avril 2000      | France               | -          | Formé au club                 | 2020            |
| Clément Ancely      | Troisième ligne aile   | 6 mars 1993       | France               | -          | RC Massy                      | 2018            |
| Antonin Berruyer    | Troisième ligne aile   | 8 septembre 1998  | France               | -          | Formé au club                 | 2017            |
| Steeve Blanc-Mappaz | Troisième ligne aile   | 12 juillet 1990   | France               | -          | RC Vannes                     | 2018            |
| Arthur Christienne  | Troisième ligne aile   | 27 juillet 2000   | France               | -          | Formé au club                 | 2020            |
| Victor Guillaumond  | Troisième ligne aile   | 21 avril 2001     | France               | -          | Formé au club                 | 2020            |
| Tanginoa Halaifonua | Troisième ligne aile   | 3 août 1996       | Tonga                | -          | Lyon OU                       | 2020            |
| Thibaut Martel      | Troisième ligne aile   | 15 août 1998      | France               | -          | Formé au club                 | 2019            |
| Deon Fourie         | Troisième ligne centre | 25 septembre 1986 | Afrique du Sud       | -          | Lyon OU                       | 2019            |
| Julien Ruaud        | Troisième ligne centre | 7 décembre 1997   | France               | -          | ASM Clermont                  | 2020            |
| Feibyan Tukino      | Troisième ligne centre | 16 juin 2001      | France               | -          | Formé au club                 | 2020            |
| Éric Escande        | Demi de mêlée          | 18 novembre 1992  | France               | -          | RC Toulon                     | 2019            |
| Théo Nanette        | Demi de mêlée          | 12 janvier 1993   | France               | -          | Stade aurillacois             | 2018            |
| Jérémy Valençot     | Demi de mêlée          | 28 février 1997   | France               | -          | Formé au club                 | 2016            |
| Florian Zupan       | Demi de mêlée          | 22 août 2000      | France               | -          | Formé au club                 | 2020            |
| Corentin Glenat     | Demi d'ouverture       | 26 août 1999      | France               | -          | Formé au club                 | 2018            |
| Enzo Selponi        | Demi d'ouverture       | 16 juin 1993      | France               | -          | USA Perpignan                 | 2019            |
| Romain Fusier       | Centre                 | 27 janvier 2000   | France               | -          | Formé au club                 | 2019            |
| Adrien Seguret      | Centre                 | 22 juillet 1998   | France               | -          | Stade montois                 | 2020            |
| Alaska Taufa        | Centre                 | 27 mars 1983      | Tonga                |            | US Oyonnax                    | 2017            |
| Romain Trouilloud   | Centre                 | 6 juin 2000       | France               | -          | Formé au club                 | 2020            |
| Taleta Tupuola      | Centre                 | 9 juillet 1989    | Nouvelle-Zélande     | -          | US Montauban                  | 2018            |
| Lucas Dupont        | Ailier                 | 19 mars 1990      | France               | -          | Formé au club Montpellier HR  | 2015            |
| Fabien Guillemin    | Ailier                 | 29 juillet 2000   | France               | -          | Formé au club                 | 2020            |
| Benito Masilevu     | Ailier                 | 7 octobre 1989    | Fidji                |            | SU Agen                       | 2020            |
| Timoci Nagusa       | Ailier                 | 14 juillet 1987   | Fidji                |            | Montpellier HR                | 2020            |
| Karim Qadiri        | Ailier                 | 16 février 1996   | France               |            | CS Beaune                     | 2020            |
| Jonathan Bousquet   | Arrière                | 5 mars 1988       | France               | -          | USA Perpignan                 | 2020            |
| Ange Capuozzo       | Arrière                | 30 avril 1999     | Italie               | -          | Formé au club                 | 2019            |

## Staff sportif
| Nom              | Poste                                                 | Nationalité sportive |
| ---------------- | ----------------------------------------------------- | -------------------- |
| Stéphane Glas    | Entraîneur en chef                                    | France               |
| Sylvain Bégon    | Entraîneur touches et mouvement général               | France               |
| Cyril Villain    | Entraîneur de la défense                              | France               |
| Jérôme Vernay    | Entraîneur skills et directeur du centre de formation | France               |
| Jean-Noël Perrin | Entraîneur de la mêlée                                | France               |

‌

## Calendrier et résultats
| - FC Grenoble - USO Nevers : 27-17 - Stade aurillacois - FC Grenoble : 26-13 - FC Grenoble - US Montauban : 28-28 - AS Béziers - FC Grenoble : 22-12 - USA Perpignan - FC Grenoble : 26-18 - FC Grenoble - Valence Romans DR : 28-25 - RC Vannes - FC Grenoble : 19-14 - FC Grenoble - Stade montois : 24-17 - FC Grenoble - Rouen NR : 21-15 - US Carcassonne - FC Grenoble : 16-12 - Colomiers rugby - FC Grenoble : 15-12 - FC Grenoble- Biarritz olympique : 14-18 - Soyaux Angoulême XV - FC Grenoble : 9-3 - Oyonnax rugby - FC Grenoble : 27-35 - Provence rugby - FC Grenoble : 32-30 | - USO Nevers - FC Grenoble : 12-13 - FC Grenoble - Stade aurillacois : 24-5 - US Montauban - FC Grenoble : 38-31 - FC Grenoble - AS Béziers : 34-19 - FC Grenoble - USA Perpignan : 20-28 - Valence Romans DR - FC Grenoble : 23-30 - FC Grenoble - RC Vannes : 13-6 - Stade montois - FC Grenoble : 10-38 - Rouen NR - FC Grenoble : 26-14 - FC Grenoble - US Carcassonne : 34-11 - FC Grenoble - Colomiers rugby : 32-16 - Biarritz olympique - FC Grenoble : 22-13 - FC Grenoble - Soyaux Angoulême XV : 25-20 - FC Grenoble - Oyonnax rugby : 33-26 - FC Grenoble - Provence rugby : 21-20 |

### Classement de la saison régulière
| Rang | Club                | J  | V  | N | D  | Bo | Bd | Pm  | Pe  | Diff | Pts |
| ---- | ------------------- | -- | -- | - | -- | -- | -- | --- | --- | ---- | --- |
| 1    | USA Perpignan       | 30 | 24 | 1 | 5  | 7  | 2  | 821 | 504 | +317 | 107 |
| 2    | RC Vannes           | 30 | 21 | 2 | 7  | 8  | 3  | 722 | 513 | +209 | 99  |
| 3    | Biarritz olympique  | 30 | 19 | 2 | 9  | 6  | 5  | 700 | 578 | +122 | 91  |
| 4    | Oyonnax Rugby       | 30 | 18 | 2 | 10 | 5  | 1  | 808 | 657 | +151 | 82  |
| 5    | Colomiers Rugby     | 29 | 16 | 1 | 12 | 2  | 6  | 617 | 587 | +30  | 76  |
| 6    | FC Grenoble         | 30 | 16 | 1 | 13 | 4  | 5  | 666 | 594 | +72  | 75  |
| 7    | USO Nevers          | 30 | 13 | 1 | 16 | 5  | 6  | 650 | 652 | -2   | 65  |
| 8    | US Carcassonne      | 30 | 14 | 1 | 15 | 3  | 4  | 653 | 665 | -12  | 65  |
| 9    | US Montauban        | 30 | 14 | 1 | 15 | 0  | 2  | 627 | 762 | -135 | 60  |
| 10   | Stade aurillacois   | 30 | 12 | 1 | 17 | 2  | 6  | 557 | 585 | -28  | 58  |
| 11   | Stade montois       | 29 | 11 | 3 | 15 | 2  | 4  | 550 | 662 | -112 | 58  |
| 12   | AS Béziers          | 30 | 10 | 1 | 19 | 3  | 11 | 620 | 671 | -51  | 56  |
| 13   | Provence Rugby      | 30 | 11 | 2 | 17 | 1  | 6  | 622 | 743 | -121 | 55  |
| 14   | Rouen NR            | 30 | 11 | 1 | 18 | 1  | 7  | 552 | 605 | -53  | 54  |
| 15   | Valence Romans DR   | 30 | 9  | 3 | 18 | 1  | 6  | 647 | 804 | -157 | 49  |
| 16   | Soyaux Angoulême XV | 30 | 8  | 1 | 21 | 1  | 7  | 522 | 752 | -230 | 42  |

|  | Qualication pour les demi-finales (no 1, no 2) .          |
|  | Qualification pour les barrages (no 3, no 4, no 5, no 6). |
|  | Relégation en Nationale (no 15 et no 16).                 |

Attribution des points : victoire sur tapis vert : 5, victoire : 4, match nul : 2, défaite : 0, forfait : -2 ; plus les bonus (offensif : 3 essais de plus que l'adversaire ; défensif : défaite par 5 points d'écart ou moins; les deux bonus peuvent se cumuler).
Règles de classement :
1. points terrain (bonus compris) ; 2. points terrain obtenus dans les matchs entre équipes concernées ; 3. différence de points sur l'ensemble des matchs ; 4. différence de points dans les matchs entre équipes concernées ; 5. différence entre essais marqués et concédés dans les matchs entre équipes concernées ; 6. nombre de points marqués sur l'ensemble des matchs ; 7. différence entre essais marqués et concédés ; 8. nombre de forfaits n'ayant pas entraîné de forfait général ; 9. place la saison précédente.

### Tableau final
|  | Barrages                                                      | Barrages                                              |                                                  |                                                  | Demi-finales                                         | Demi-finales                                         |  |  | Finale                                             | Finale                                             |
|  | Barrages                                                      | Barrages                                              |                                                  |                                                  | Demi-finales                                         | Demi-finales                                         |  |  | Finale                                             | Finale                                             |
|  |                                                               |                                                       |                                                  |                                                  |                                                      |                                                      |  |  |                                                    |                                                    |
|  | 22 mai 2021 à 13 h 5 au Stade Charles-Mathon, Oyonnax         | 22 mai 2021 à 13 h 5 au Stade Charles-Mathon, Oyonnax |                                                  |                                                  | 30 mai 2021 à 15 h 30 au Stade Aimé-Giral, Perpignan | 30 mai 2021 à 15 h 30 au Stade Aimé-Giral, Perpignan |  |  | 5 juin 2021 à 17 h 30 au GGL Stadium à Montpellier | 5 juin 2021 à 17 h 30 au GGL Stadium à Montpellier |
|  | 22 mai 2021 à 13 h 5 au Stade Charles-Mathon, Oyonnax         | 22 mai 2021 à 13 h 5 au Stade Charles-Mathon, Oyonnax |                                                  |                                                  | 30 mai 2021 à 15 h 30 au Stade Aimé-Giral, Perpignan | 30 mai 2021 à 15 h 30 au Stade Aimé-Giral, Perpignan |  |  | 5 juin 2021 à 17 h 30 au GGL Stadium à Montpellier | 5 juin 2021 à 17 h 30 au GGL Stadium à Montpellier |
|  | 22 mai 2021 à 13 h 5 au Stade Charles-Mathon, Oyonnax         | 22 mai 2021 à 13 h 5 au Stade Charles-Mathon, Oyonnax | USA Perpignan                                    | 27                                               |                                                      |                                                      |  |  | 5 juin 2021 à 17 h 30 au GGL Stadium à Montpellier | 5 juin 2021 à 17 h 30 au GGL Stadium à Montpellier |
|  | Oyonnax rugby                                                 | 28                                                    | USA Perpignan                                    | 27                                               |                                                      |                                                      |  |  | 5 juin 2021 à 17 h 30 au GGL Stadium à Montpellier | 5 juin 2021 à 17 h 30 au GGL Stadium à Montpellier |
|  | Oyonnax rugby                                                 | 28                                                    | Oyonnax rugby                                    | 15                                               |                                                      |                                                      |  |  | 5 juin 2021 à 17 h 30 au GGL Stadium à Montpellier | 5 juin 2021 à 17 h 30 au GGL Stadium à Montpellier |
|  | Colomiers rugby                                               | 22                                                    | Oyonnax rugby                                    | 15                                               |                                                      |                                                      |  |  | 5 juin 2021 à 17 h 30 au GGL Stadium à Montpellier | 5 juin 2021 à 17 h 30 au GGL Stadium à Montpellier |
|  | Colomiers rugby                                               | 22                                                    | 30 mai 2021 à 18 h au Stade de la Rabine, Vannes | 30 mai 2021 à 18 h au Stade de la Rabine, Vannes | USA Perpignan                                        | 33                                                   |  |  |                                                    |                                                    |
|  | 22 mai 2021 à 15 h 30 au Parc des sports d'Aguiléra, Biarritz |                                                       | 30 mai 2021 à 18 h au Stade de la Rabine, Vannes | 30 mai 2021 à 18 h au Stade de la Rabine, Vannes | USA Perpignan                                        | 33                                                   |  |  |                                                    |                                                    |
|  |                                                               | Biarritz olympique                                    | 30 mai 2021 à 18 h au Stade de la Rabine, Vannes | 30 mai 2021 à 18 h au Stade de la Rabine, Vannes | 14                                                   |                                                      |  |  |                                                    |                                                    |
|  | Biarritz olympique                                            | Biarritz olympique                                    | 30 mai 2021 à 18 h au Stade de la Rabine, Vannes | 30 mai 2021 à 18 h au Stade de la Rabine, Vannes | 14                                                   | 41                                                   |  |  |                                                    |                                                    |
|  | Biarritz olympique                                            | RC Vannes                                             | 33                                               |                                                  |                                                      | 41                                                   |  |  |                                                    |                                                    |
|  | FC Grenoble                                                   | RC Vannes                                             | 33                                               | 14                                               |                                                      |                                                      |  |  |                                                    |                                                    |
|  | FC Grenoble                                                   | Biarritz olympique                                    | 34                                               | 14                                               |                                                      |                                                      |  |  |                                                    |                                                    |
|  |                                                               | Biarritz olympique                                    | 34                                               |                                                  |                                                      |                                                      |  |  |                                                    |                                                    |

### Barrages
| 22 mai 2021 15 h 30 | Biarritz olympique | 41 - 14 (15 - 0) | FC Grenoble                                                                         | Parc des sports d'Aguiléra, Biarritz Arbitre : Ludovic Cayre |
| 22 mai 2021 15 h 30 | Essai(s) : 6 Peyresblanques (14e), Couilloud (39e), Ruffenach (48e), Stark (53e, 70e, 80e) Transformation(s) : 4 Perraux (39e), Bosch (48e, 70e, 80e) Pénalité(s) : 1 L.Perraux (4e) |                  | Essai(s) : 2 Neparidze (63e), Bouchet (67e) Transformation(s) : 2 Glenat (63e, 67e) | Parc des sports d'Aguiléra, Biarritz Arbitre : Ludovic Cayre |
| 22 mai 2021 15 h 30 | |                  |                                                                                     | Parc des sports d'Aguiléra, Biarritz Arbitre : Ludovic Cayre |

## Statistiques
(mises à jour après 30 journées)

### Championnat de France
Meilleurs réalisateurs
| Rang | Joueur            | Poste            | Points | Essais | Transf. | Pén. | Drops |
| ---- | ----------------- | ---------------- | ------ | ------ | ------- | ---- | ----- |
| 1    | Enzo Selponi      | Demi d'ouverture | 128    | 3      | 13      | 29   | -     |
| 2    | Jonathan Bousquet | Arrière          | 93     | 1      | 11      | 22   | -     |
| 3    | Corentin Glenat   | Demi d'ouverture | 87     | 2      | 13      | 17   | -     |

Meilleurs marqueurs
| Rang | Joueur              | Poste                  | Essais |
| ---- | ------------------- | ---------------------- | ------ |
| 1    | Ange Capuozzo       | Arrière                | 10     |
| 2    | Deon Fourie         | Troisième ligne centre | 7      |
| 2    | Steeve Blanc-Mappaz | Troisième ligne aile   | 7      |
| 4    | Benito Masilevu     | Ailier                 | 6      |
| 4    | Karim Qadiri        | Ailier                 | 6      |

‌

### Équipe-type
Selon le temps de jeu.
1. Jérôme Rey  2. Jean-Charles Orioli  3. Ilia Kaikatsishvili
4. Leva Fifita  5. Pierre Gayraud
6. Clément Ancely ou Tanginoa Halaifonua  8. Deon Fourie  7. Steeve Blanc-Mappaz
9. Éric Escande 10. Enzo Selponi ou Corentin Glénat
11. Karim Qadiri   12. Taleta Tupuola  13. Adrien Séguret  14. Benito Masilevu
15. Ange Capuozzo